# خيسوس فورتيس
خيسوس فورتيس (بالإسبانية: Jesús Fortes)‏ هو لاعب كرة قدم إسباني في مركز الدفاع، ولد في 22 يونيو 1997 في سانتا كروث دي تينيريفه في إسبانيا. لعب مع نادي لاس بالماس.

## وصلات خارجية
- خيسوس فورتيس على موقع قاعدة بيانات كرة القدم.إي يو (الإنجليزية)
- خيسوس فورتيس على موقع Soccerway.com (الإنجليزية)